# Kellan Lutz
Kellan Christopher Lutz (Dickinson, Dakota del Norte; 15 de marzo de 1985) es un actor estadounidense, conocido por interpretar a Emmett Cullen en la saga Crepúsculo. Anteriormente participó en la serie de televisión 90210. Antes de actuar, fue modelo de Abercrombie & Fitch, y participó en el vídeo musical del sencillo With Love, de Hilary Duff.

## Biografía
Lutz está, por edad, en el medio de seis hermanos y una hermana, pero curiosamente es el más alto de todos. Es de ascendencia alemana. Durante su infancia vivió en diversos lugares, sobre todo en el Medio Oeste y en Arizona. Después de graduarse de la escuela secundaria, se mudó a California para asistir a la Universidad de Chapman para estudiar ingeniería química, pero más tarde decidió dedicarse a la actuación en su lugar, aunque sus padres no estaban muy de acuerdo.

## Carrera

### Modelaje
Comenzó a modelar cuando tenía 13 o 14 años. Lutz ha firmado con la Agencia Ford Models. Además Lutz es uno de los modelos que aparecen en la campaña de ropa interior de Calvin KleinX 2010. El actor también modela la ropa de su propia marca, Abbot + Main.

### Actuación

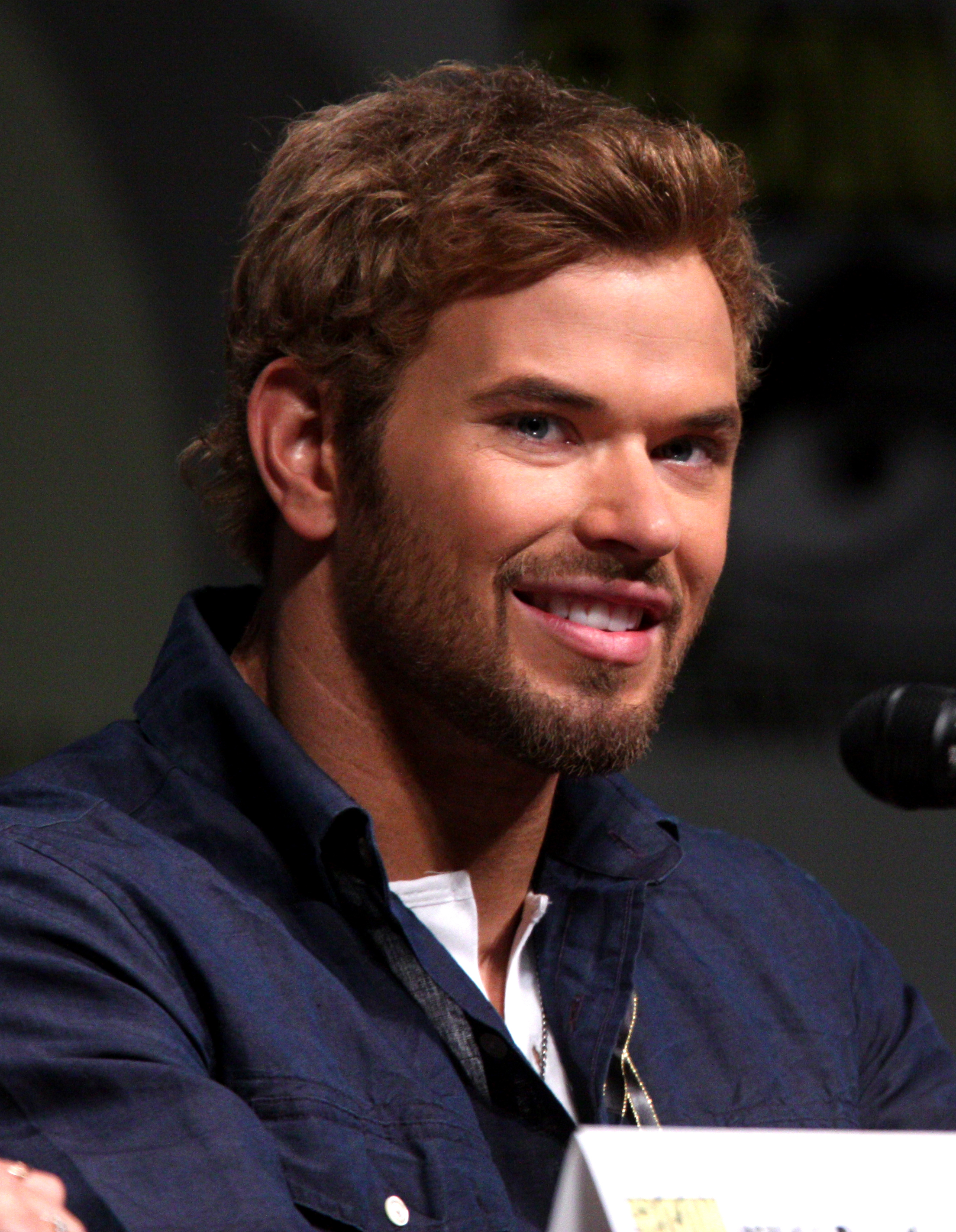
Kellan Lutz en la Comic-Con en julio de 2012

Después de graduarse de la secundaria se decidió por la actuación y apareció en varios programas de televisión. Lutz tuvo papeles recurrentes en Model Citizens y The Comeback, y pequeños papeles en episodios de The Bold and the Beautiful, CSI: NY, Summerland, A dos metros bajo tierra, CSI: En la escena del crimen, y Héroes. También estuvo en las películas Pisando firme, Admitido, y Noche de Graduación Sangrienta.
Lutz ha actuado en el escenario California y fue el anfitrión de Bravo's Blow Out. Kellan también apareció en el comercial del año 2006 para la fragancia de Hilary Duff, With Love y más tarde en el vídeo musical de 2007 por su sencillo "With Love".  En 2008, apareció en otro vídeo musical, esta vez para la banda Hinder y su tema "Without You". En el mismo año, Lutz también apareció en la miniserie Generation Kill, basada en el libro de Evan Wright.
Lutz ha interpretado a Emmett Cullen en las adaptaciones cinematográficas de la Saga Crepúsculo de Stephenie Meyer y repitió su papel en la secuela, lanzado en noviembre de 2009. Tiene un pequeño rol en la serie 90210 como George.
En 2010 Lutz apareció en A Nightmare on Elm Street. En el año 2011, Kellan se reunió con su  coestrella de Crepúsculo y gran amiga, Ashley Greene, en la película El Corazón de un Guerrero. Ese mismo año interpretó el papel de Poseidón en Inmortales. Lutz fue uno de los candidatos para el papel principal en la próxima película de Hansel y Gretel: cazadores de Brujas,  fue considerado para el papel principal en Conan el Bárbaro, pero finalmente perdió frente a Jason Momoa. En 2011, junto con sus coestrella de Inmortales, Mickey Rourke, Kellan Lutz filmó la película Java Heat en Indonesia.
Kellan ha tenido éxito en cuanto a los vídeos musicales ya que ha sido requerido numerosas veces para protagonizarlos. En 2011 salió a la luz que el actor había rechazado el requerimiento de la exitosa cantante Pop, Britney Spears para protagonizar el videoclip del tema "I Wanna Go" su tercer sencillo del séptimo disco de Britney, "Femme Fatale".  En el año 2012 apareció, como él mismo, en un comercial para la empresa Time Warner Cable inspirado en Crepúsculo.
En noviembre de 2012 se confirmó a Lutz para protagonizar el film Tatúa, una película que nos habla de una nueva tecnología que permitía tatuar armas en el cuerpo de los asesinos, las cuales utilizadas con una mezcla de sangre y adrenalina del propio asesino, podrían materializarse para su rápido uso (puesto que en poco tiempo se disolverán).El rodaje de Tatúa arrancará en el mes de marzo de 2013 en Toronto, teniendo su estreno previsto para fines de ese mismo año. Además en el año 2013 protagonizó la nueva versión de Tarzán en 3D con una dirección a cargo de Reinhard Klooss y Holger Tappe.

## Abbot + Main
En el año 2011, Kellan se asocia con Dylan George, ya que decidió sacar su propia línea de ropa Abbot + Main, que incluye remeras, pantalones, suéteres y, según explicó el actor, está inspirada en su infancia en California. La casa principal se encuentra ubicada en Venice Beach en California. El primer vídeo promocional de la marca contó con la participación, junto a Kellan, de Anne Vyalitsyna. La colección otoño/invierno 2012 cuenta con la participación de la modelo Kate Upton.

## Trabajos de caridad
Lutz apoya a la organización en defensa de los animales, PETA e hizo un vídeo, en 2010 en apoyo a la adopción de animales en vez de comprarlos.  Lutz también es partidario de los esfuerzos de reconstrucción en Nueva Orleans, en particular con St. Bernard Project. Ese mismo año Kellan recibió el premio Do Something for the Animals en la premiación anual Do Something Awards por su labor con PETA. En el año 2010 Kellan y su madre, Karla, aparecieron en un vídeo en apoyo a la campaña de la Fundación Noreen Fraser contra el cáncer de mama.

## Vida personal

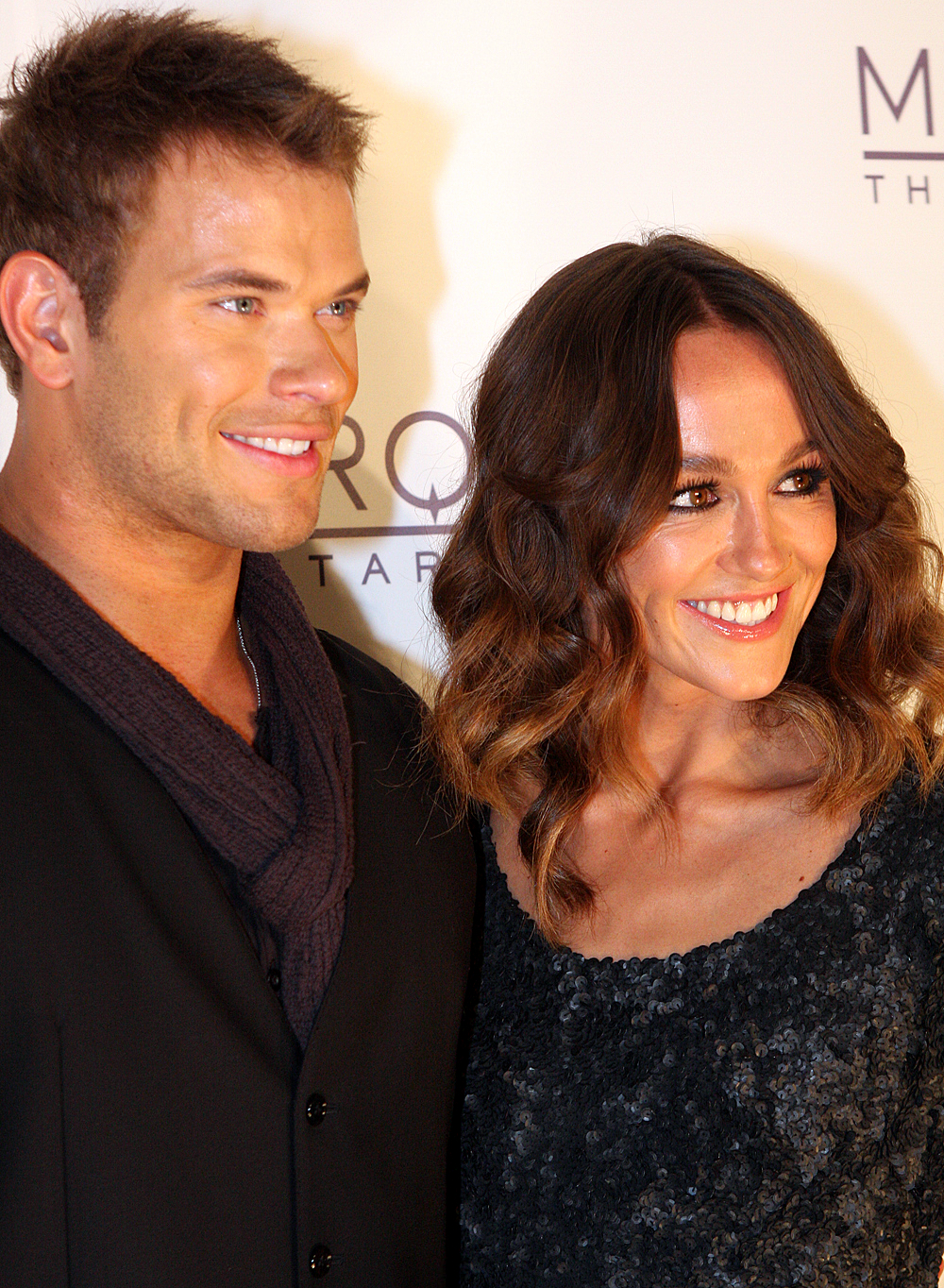
Kellan junto a su novia Sharni Vinson durante el Paris Hilton: Marquee The Star en Sídney en 2012.

En el tiempo libre de Lutz, le gusta realizar skate, entrenamiento con pesas, atletismo, béisbol, baloncesto, lacrosse, natación, squash, tenis, bádminton, esquí, snowboard, y especialmente buceo. También tiene una pasión por las películas de terror, y prefiere realizar sus propias escenas de riesgo al hacer películas.
En 2009 comenzó a salir con la actriz AnnaLynne McCord, la relación terminó en 2010.
En 2011 empezó a salir con la actriz y modelo australiana Sharni Vinson. Terminaron en mayo de 2013.
En 2017 se casó con Brittany Gonzales. En noviembre de 2019 la pareja anunció que esperaban su primer hijo. Sin embargo, la pareja perdió al hijo que esperaban en febrero de 2020 a los seis meses de gestación. En septiembre de 2020 se anunció que Brittany volvía a estar embarazada. El 22 de febrero de 2021 nació su hija, Ashtyn Lilly Lutz. Un año después, en febrero de 2022 anunciaron que estaban esperando su segundo hijo. Su hijo, Kasen Lane Lutz, nació el 10 de agosto de 2022.

## Filmografía Seleccionada
| Año       | Película/Serie                                    | Rol             | Notas                                |
| --------- | ------------------------------------------------- | --------------- | ------------------------------------ |
| 2004      | The Bold and the Beautiful                        | Rob             | Participación Especial               |
| 2004      | Model Citizens                                    | Él mismo        | Participación Especial               |
| 2005      | CSI: New York                                     | Alex Hopper     | Serie de TV: episodio "Tri-Borough"  |
| 2005      | A dos metros bajo tierra                          | Critter         | Serie de TV: episodio "Hold My Hand" |
| 2005      | Summerland                                        | Fordie          | Serie de TV: 2 Episodios             |
| 2005      | The Comeback                                      | Chris MacNess   | Serie de TV                          |
| 2006      | Pisando firme                                     | Frank           |                                      |
| 2006      | Admitido                                          | Dwayne          |                                      |
| 2007      | Ghosts of Goldfield                               | Chad            |                                      |
| 2007      | CSI: En la escena del crimen                      | Chris Mullins   | Serie de TV: episodio "Empty Eyes"   |
| 2007      | Héroes                                            | Andy            | Participación Especial               |
| 2008      | Deep Winter                                       | Mark Rider      |                                      |
| 2008      | Noche de Graduación Sangrienta                    | Rick Leland     |                                      |
| 2008      | Generation Kill                                   | Jason Lilley    | Miniserie                            |
| 2008      | 90210                                             | George Evans    | Rol Recurrente                       |
| 2008      | Crepúsculo                                        | Emmett Cullen   |                                      |
| 2009      | After Dusk They Come                              | Jake            |                                      |
| 2009      | Valley Peacks                                     | Kyle McBride    | Serie de TV: 2 episodios             |
| 2009      | Luna Nueva                                        | Emmett Cullen   |                                      |
| 2010      | Meskada                                           | Eddie Arlinger  |                                      |
| 2010      | A Nightmare on Elm Street                         | Dean Russell    |                                      |
| 2010      | Eclipse                                           | Emmett Cullen   |                                      |
| 2011      | Arena                                             | David Lord      |                                      |
| 2011      | Un plan para enamorarse (Amor, boda y matrimonio) | Charlie Dalton  |                                      |
| 2011      | A Warrior's Heart                                 | Connor Sullivan |                                      |
| 2011      | The Twilight Saga: Breaking Dawn - Part 1         | Emmett Cullen   |                                      |
| 2011      | Inmortales                                        | Poseidon        |                                      |
| 2012      | The Twilight Saga: Breaking Dawn - Part 2         | Emmett Cullen   |                                      |
| 2013      | Java Heat                                         | Jake Travers    |                                      |
| 2013      | Syrup                                             | Sneaky Pete     |                                      |
| 2013      | Guardians of Luna                                 | Carson Stone    | Voz                                  |
| 2013      | Tarzán                                            | Tarzán          |                                      |
| 2013      | Los Mercenarios 3                                 | Smile           |                                      |
| 2013      | Love Is All You Need?                             | Ryan Morris     | Posproducción                        |
| 2014      | The Legend of Hercules                            | Hércules        |                                      |
| 2014      | Tatúa                                             | Protagonista    | Preproducción                        |
| 2016      | Money                                             | Protagonista    |                                      |
| 2017      | El Legado De Osiris                               | SY Lombrok      | Película                             |
| 2019      | FBI                                               | Ken Crosby      | Serie de TV: Episodio 8 Temporada 1  |
| 2020-2021 | FBI: Most Wanted                                  | Ken Crosby      | Serie de TV: Episodio 1 Temporada 3  |

Videos musicales
| Año  | Tema          | Banda/Cantante |
| ---- | ------------- | -------------- |
| 2007 | With Love     | Hilary Duff    |
| 2008 | Without You   | Hinder         |
| 2008 | Chainsaw Suit | Tyler Shields  |

Comerciales
| Año  | Marca                             |
| ---- | --------------------------------- |
| 2006 | Hilary Duff Perfume: "With Love"  |
| 2007 | Diet Mountain Dew "Ferret"        |
| 2010 | Calvin Klein Underwear            |
| 2011 | Abbot + Main- Lanzamiento         |
| 2012 | Time Warner Cable                 |
| 2012 | Abbot + Main- Otoño/Invierno 2012 |

## Premios y nominaciones
| Año  | Premio                                                                       | Categoría                                                           | Trabajo                                   | Resultado |
| ---- | ---------------------------------------------------------------------------- | ------------------------------------------------------------------- | ----------------------------------------- | --------- |
| 2010 | Teen Choice Awards                                                           | Mejor escena masculina estelar                                      | Luna nueva                                | Ganador   |
| 2010 | Teen Choice Awards                                                           | Hombre caliente                                                     |                                           | Nominado  |
| 2010 | PETA's 30th Anniversary Gala and Humanitarian Awards                         | Honor                                                               |                                           | Ganador   |
| 2010 | VH1-Do Something Awards Archivado el 16 de marzo de 2014 en Wayback Machine. | Para los animales                                                   |                                           | Ganador   |
| 2010 | Fun Fearless Males Awards                                                    | FFM                                                                 |                                           | Ganador   |
| 2010 | Men’s Health Awards                                                          | Mejores cuerpos del verano                                          |                                           | Ganador   |
| 2010 | NewNowNext Awards                                                            | Porque eres caliente                                                |                                           | Nominado  |
| 2011 | Libby Awards                                                                 | Favorito Miembro de PETA caliente                                   |                                           | Ganador   |
| 2011 | Libby Awards                                                                 | Famoso favorito amigo de los animales                               |                                           | Nominado  |
| 2011 | The Flecking Awards                                                          | Vampiro más sexy                                                    | Eclipse                                   | Nominado  |
| 2011 | The iVillage Entertainment Awards                                            | Tío bueno más caliente de Eclipse                                   | Eclipse                                   | Nominado  |
| 2011 | Teen Choice Awards 2011                                                      | Mejor escena masculina estelar                                      | Eclipse                                   | Ganador   |
| 2012 | Teen Choice Awards 2011                                                      | Mejor escena masculina estelar                                      | The Twilight Saga: Breaking Dawn - Part 1 | Nominado  |
| 2012 | The iVillage Entertainment Awards                                            | Tío bueno más caliente de The Twilight Saga: Breaking Dawn - Part 1 | The Twilight Saga: Breaking Dawn - Part 1 | Ganador   |